# 柳城県
柳城県（りゅうじょう-けん）は中華人民共和国広西チワン族自治区柳州市に位置する県。

## 行政区画
- 鎮:大埔鎮、竜頭鎮、太平鎮、沙埔鎮、東泉鎮、鳳山鎮、六塘鎮、沖脈鎮、寨隆鎮、馬山鎮
- 郷:社沖郷
- 民族郷:古砦ムーラオ族郷